# 마리서사
마리서사(茉莉敍事, Mary Story)는 대한민국의 록 밴드이다. 밴드명인 마리서사는 마리(茉莉, Mary)와 서사(敍事, Story)의 합성어이며 박인환 시인이 해방 전후에 차린 서점 명칭[茉莉書肆]을 의미를 다소 변경해 차용했다.

## 구성원
- 박건준 (1981년 10월 11일) - 보컬, 기타, 피아노
- 임민서 (본명:임진호, 1983년 1월 15일) - 베이스
- 김성범 (1983년 11월 30일) - 드럼

## 음반

### 정규 앨범
- Mary Story (2007년)
- Red Room (2009년)
- Lovesick (2013년)

### 싱글
- Sleeping Forest (2005년)
- 2015 Marystory Vol. 1 <New York> (2015.04.02)
- 2015 마리서사 그 두번째 <It's you> (2015.08.20)

### EP
- Red Room (2006년)

## 출연
- TOP밴드 2 (KBS 2TV, 2012년)

## 수상 경력
- 2005년 Sky 인디그라운드 인기상
- 2007년 EBS 스페이스 공감 7월의 헬로루키 선정
- 2008년 제5회 한국대중음악상 최우수 록 노래상 (〈너 없인 행복할 수 없잖아〉)